# Рокфелер плаза 30
„Рокфелер плаза 30“ (на английски: 30 Rock) е американски сериал, носител на 6 награди Златен глобус и 14 награди Еми, по идея на Тина Фей и излъчен по NBC. Главният състав се състои от Тина Фей, Трейси Морган, Джейн Краковски, Джак Макбрайър, Скот Адсит, Джуда Фрийдландър и Алек Болдуин.
На 10 май 2012 г. сериалът е подновен за седми и последен сезон от 13 епизода, който започва на 4 октомври и приключва на 31 януари 2013 г.

## „Рокфелер плаза 30“ в България
В България сериалът започва излъчване на 3 януари 2009 г. по Нова телевизия с разписание всяка събота и неделя от 3:30, като е дублиран на български. От 7 до 14 февруари се излъчва само в събота, а от 16 февруари се излъчва от понеделник до събота. На 1 октомври започна повторно излъчване от сряда до събота от 00:00. От 21 октомври повторенията са спрени. На 6 юли 2010 г. започва втори сезон с разписание от вторник до събота от 05:30 и завършва на 24 юли. На 13 октомври стартират повторенията на останала част епизоди от първи сезон от сряда до събота от 01:45 и приключват на 16 октомври, пропускайки първите четири епизода и последните два. На 22 март 2011 г. започва повторно втори сезон от вторник до събота от 00:00. На 12 април започва трети сезон със същото разписание и завършва на 11 май. На 29 юли 2012 г. започва повторно трети сезон от понеделник до петък от 23:45 и приключва на 30 август. На 31 август започва четвърти сезон със същото разписание и след първите единайсет епизода е временно спрян. На 21 септември излъчването продължва без обособено разписание за запълване на времето от вторник до събота, обикновено след 03:00 или 04:00. На 24 септември са пуснати четири епизода наведнъж, а последният е излъчен на 29 септември. На 7 май 2013 г. започва повторно излъчване на четвърти сезон, всеки делник от 23:45 по два епизода и завършва с последните два съответно на 23 и 24 май. На 12 декември започва пети сезон по два епизода от вторник до петък от 00:15 и в събота от 00:45. От вечерта на 17 декември се излъчва от 23:45. Сезонът завършва на 31 декември. На 1 януари 2014 г. започва шести сезон и завършва на 16 януари. В първи до четвърти сезон дублажът е на Арс Диджитал Студио, от пети и седми сезон дублажът е на Диема Вижън, чието име се споменава от втори сезон. Ролите се озвучават от артистите Силвия Русинова, Радосвета Василева (в първи до двайсети и първи епизод на първи и пети сезон), Лиза Шопова (във двайсет и втори до двайсет и десети до дванайсети епизод на трети на пети сезон и шести сезон), Ани Василева (в първи и девети епизод на пети), Нина Гавазова (от тринайсети на шести и седми сезон), Даниела Йорданова, Светозар Кокаланов, Пламен Манасиев, Александър Митрев и Илиян Пенев.
На 1 август 2013 г. започва повторно излъчване по TV7, всеки делник от 22:00 с повторение в ранните часове след полунощ. На 6 април 2015 г. започва трети сезон от понеделник до четвъртък от 22:30 по два епизода, като дублажът му е записан наново и Пламен Манасиев е заместен от Васил Бинев.
На 13 май 2015 г. започва премиерно седми сезон след повторенията на пети и шести сезон по Кино Нова, всеки делник от 19:00 по два епизода с повторение от 11:00 и приключва на 21 май.